# Telesistema Mexicano
Telesistema Mexicano fue una alianza formada por estaciones de televisión de propietarios independientes XEW-TV Canal 2, XHTV-TV Canal 4 y XHGC-TV Canal 5 en México, Distrito Federal.

## Historia
Emilio Azcárraga Vidaurreta, tras haber creado la cadena de radio más grande e importante de Latinoamérica, se propuso continuar el avance tecnológico y de comunicaciones en México construyendo una estación de televisión, que fue el Canal 2; posteriormente con la fusión de los canales 2, 4 y 5 nace Telesistema Mexicano, el cual hace sus primeras trasmisiones desde el edificio conocido como Televicentro, ubicado en Avenida Chapultepec N.º 18, en la Ciudad de México, que posteriormente y tras la fusión de Televisión Independiente de México y Telesistema Mexicano, en 1973 se convertiría en Televisa.
Al fallecer Guillermo González Camarena, uno de los socios principales de TSM, inventor y principal promotor de la televisión y su desarrollo en México; el 18 de abril de 1965 fue la primera y única ocasión en que los canales dejaron de transmitir, como señal de luto, en toda la Ciudad de México.[cita requerida]